# Extension abélienne
En algèbre générale, plus précisément en théorie de Galois, une extension abélienne est une extension de Galois dont le groupe de Galois est abélien. Lorsque ce groupe est cyclique, l'extension est dite cyclique.
Toute extension finie d'un corps fini est une extension cyclique. L'étude de la théorie des corps de classes décrit de façon détaillée toutes les extensions abéliennes dans le cas des corps de nombres, et des corps de fonctions de courbes algébriques sur des corps finis, ainsi que dans le cas des corps locaux (Théorie du corps de classes local).

## Cyclotomie et extensions abéliennes au-dessus des nombres rationnels
Les extensions cyclotomiques, obtenues par l'adjonction de racines de l'unité donnent des exemples d'extensions abéliennes au-dessus de n'importe quel corps. Ces extensions peuvent être triviales si le corps duquel on part est algébriquement clos ou bien si l'on adjoint des racines p-ièmes en caractéristique p. 
Dans le cas où le corps de base est le corps ℚ des nombres rationnels, on obtient par cette construction les corps dits cyclotomiques. Le corps ℚ(i) des nombres de Gauss a+bi, pour a et b rationnels, en est l'exemple non trivial le plus simple. Les corps cyclotomiques sont des exemples essentiels d'extension abélienne de ℚ, au sens où toute extension abélienne finie se plonge dans un tel corps (théorème de Kronecker-Weber). 
Ainsi une extension abélienne maximale ℚab de ℚ s'obtient en adjoignant toutes les racines de l'unité à ℚ. C'est un cas particulier de la théorie du corps de classes local au cas du corps ℚ. Dans ce cas le groupe de Galois de l'extension de ℚab au-dessus de ℚ s'identifie au groupe {\displaystyle \scriptstyle {\hat {\mathbb {Z} }}^{\times }} des éléments inversibles de l'anneau des entiers profinis {\displaystyle \scriptstyle {\hat {\mathbb {Z} }}}. Il agit sur les racines primitives N-ièmes de l'unité par l'intermédiaire de son quotient (ℤ/Nℤ)×, où k+Nℤ agit en envoyant la racine ζ sur ζk.

## Multiplication complexe etJugendtraum
Dans le cas du corps ℚ, il est remarquable qu'une extension abélienne maximale est engendrée par des valeurs spéciales de la fonction exponentielle. En effet, parmi les nombres complexes, les racines de l'unité se distinguent comme celles qui s'écrivent exp(2πix) pour les valeurs rationnelles du paramètre x. Ces paramètres sont les seuls nombres algébriques auxquels la transcendante exp(2πix) prend des valeurs algébriques (une racine N-ième satisfait l'équation XN=1), d'où le nom de valeur spéciale.
Dans le cas de corps de nombres quadratiques complexes, il faut rajouter aux racines de l'unité les nombres algébriques obtenus à partir des coordonnées des points de torsion d'une courbe elliptique. C'est la théorie de la multiplication complexe. Ces considérations s'inscrivent dans le Jugendtraum de Kronecker.